# レッサースレーブ湖

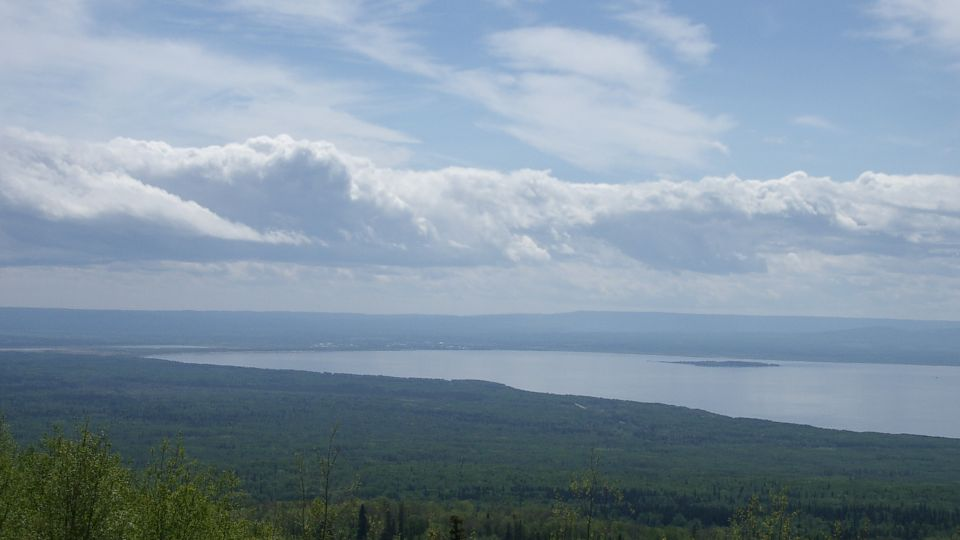
レッサースレイブ湖南部

レッサースレーブ湖（レッサースレーブこ、英語: Lesser Slave Lake）は、北アメリカ大陸北西部、カナダのアルバータ州中部に存在する湖。アルバータ州の州都であるエドモントンから北西に約200kmほどの場所に位置している。

## 概要
レッサースレーブ湖は、おおよそ北緯55度26分、西経115度29分に位置している。アルバータ州は、北は北緯60度でカナダの北西準州との州境、南は北緯49度でアメリカ合衆国との国境、東は西経110度でカナダのサスカチュワン州との州境、西は州の南西隅の部分を除いて西経120度でカナダのブリティッシュコロンビア州との州境で区切られるアルバータ州のほぼ中央部にあたる。面積は、約1168km2である。
湖は東西方向に長く伸び、その延長は100kmを超えているものの、幅は最も広い場所でも15kmほどの細長い形状を作している。湖岸線の長さは約247kmである。湖の平均水深は11.4mほどで、最も深い場所の水深でも20.5m程度である。湖水量は13.69km3と見積もられる。
湖面の標高は578m、集水区域の面積は約1万3900km2、富栄養型の湖である。南岸をアルバータ州道2号とカナディアン・ナショナル鉄道が通る。また、レッサースレーブ川が流出する東岸のスレーブレイク市街地がアルバータ州道88号の最南端となる。
また、レッサースレーブ湖は渡り鳥が渡りに利用する経路に当たっているため、野鳥観察趣味者の間では、よく知られている。

## 河川

### 関係河川
レッサースレーブ湖に流入する主な河川は、Assineau River、Driftpile River、Heart River、Marten River、Swan Riverである。レッサースレブ湖から流出する河川は、レッサースレーブ川である。ところで、このレッサースレーブ川は、20世紀に入るまではピース川の支流とつながっていた。しかし、北部アルバータ鉄道（Northern Alberta Railway）が、この地域に鉄道を建設した際に流路を変更した。
流路変更の結果、現在のレッサースレーブ川はアサバスカ川に流れ込んでいる。さらに下流では幾つかの湖や河川を経て、最終的には北極海に注いでいる。北極海に流れ込んでいる点に関してはピース川へ流れていた時と変わらない。

### その他の河川
2011年5月20日には、東岸スレーブレイクの市街地付近で森林火災が発生し、この火災はスレーブレイクの町にも延焼した。そして、この時、付近を飛行していたヘリコプターがレッサースレーブ湖に墜落し、パイロットのJean-Luc Deba（当時54歳）が死亡するという事故が発生した。その後、彼の初めての命日に当たる2012年5月20日に、この湖に流れ込む小川のうちの1本に、彼の姓である「Deba」の名が付けられた。